# Corinthian (Schiff, 1990)
Die Corinthian ist ein Kreuzfahrtschiff, das ursprünglich unter dem Namen Renaissance Four auf der Werft Cantiere Navale Ferrari S.p.A. in La Spezia für die mittlerweile insolvente italienische Reederei Renaissance Cruises erbaut und 1990 in Dienst gestellt wurde. 2009 erfolgte der Umbau für Expeditionskreuzfahrten in der Antarktis und Arktis. Das Schiff bietet Platz für etwa 100 Passagiere.

## Zwischenfälle

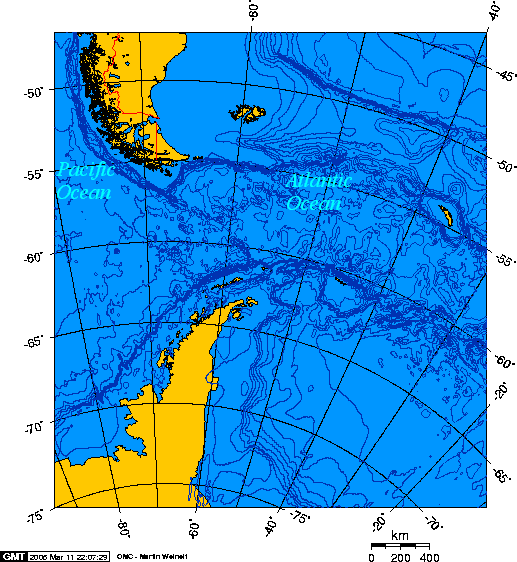
Drakestraße

- Am 26. Dezember 2009 wurde das Schiff von einer Welle vor der Petermann-Insel in antarktischen Gewässern auf Grund geschoben und musste von einem anderen Schiff freigeschleppt werden.[2]
- Am 8. September 2010 lief das Schiff unter dem Namen Clelia II bei Boyle Marine in Little Current nach einem Maschinenausfall auf Grund.[3]
- Anfang Dezember 2010 geriet die Clelia II auf der Rückfahrt aus der Antarktis nach Ushuaia während eines Sturms in Seenot. Bei Windgeschwindigkeiten über 90 km/h und sieben Meter hohen Wellen schlug eine Welle in der Drake Passage Fenster auf der Brücke ein und das eindringende Seewasser führte zum Ausfall eines Teils der Elektronik; auch eine der Maschinen fiel aus.[2][4] Nach einer Reparatur konnte die Stromversorgung und die ausgefallene Maschine wieder notdürftig in Betrieb genommen werden. Das Schiff fuhr mit geringer Geschwindigkeit weiter und erreichte unter Begleitung der National Geographic Explorer, die seit 2008 für die Reederei Lindblad Expeditions fährt, den Hafen Ushuaia in Argentinien. An Bord befanden sich 88 Passagiere und 77 Besatzungsmitglieder, von denen eines leicht verletzt wurde.[2]